# MURAMASA/村正
村正 (MURAMASA) は、大阪府東大阪市に本社を置く、野球用品のグラブを製作するメーカーである。

## 概要
2015年にアパレルメーカーとして創業。社員は塩崎裕也のみで、製造以外の営業等すべての業務を担当している。代表社員塩崎の拘りで製造・加工は、すべて日本国内で行っている。
プロ用・アマチュア用、硬式用を問わずすべてのグラブに最高品質の革を使用している。
MURAMASAグループブランドはRyukyu、Ori9がある。
2020年、松坂健太と共に新ブランドMSKTを設立。

## アドバイザリー
元西武ライオンズの松坂健太が製造にかかわっている。